# Manilles
|  | Aquest article tracta sobre la posició castellera. Vegeu-ne altres significats a «manilla». |

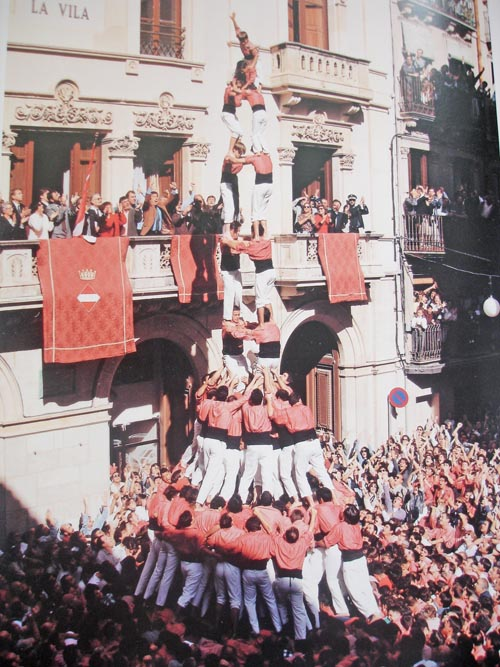
Primer 2 de 9 amb folre i manilles descarregat de la història (Colla Vella dels Xiquets de Valls, 23 d'octubre del 1994)

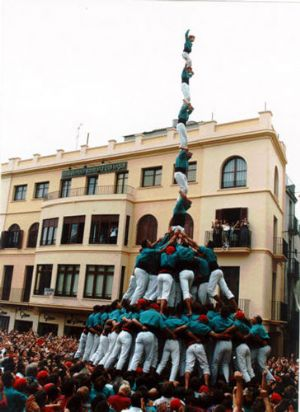
Primer pilar de 8 amb folre i manilles descarregat de la història (Castellers de Vilafranca, 28 de setembre del 1997)

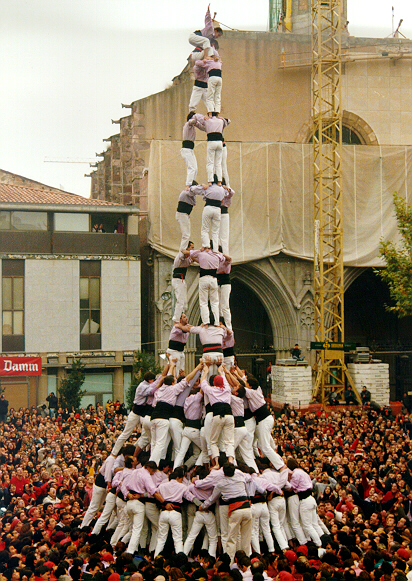
Primer 3 de 10 amb folre i manilles descarregat de la història (Minyons de Terrassa, 22 de novembre del 1998)

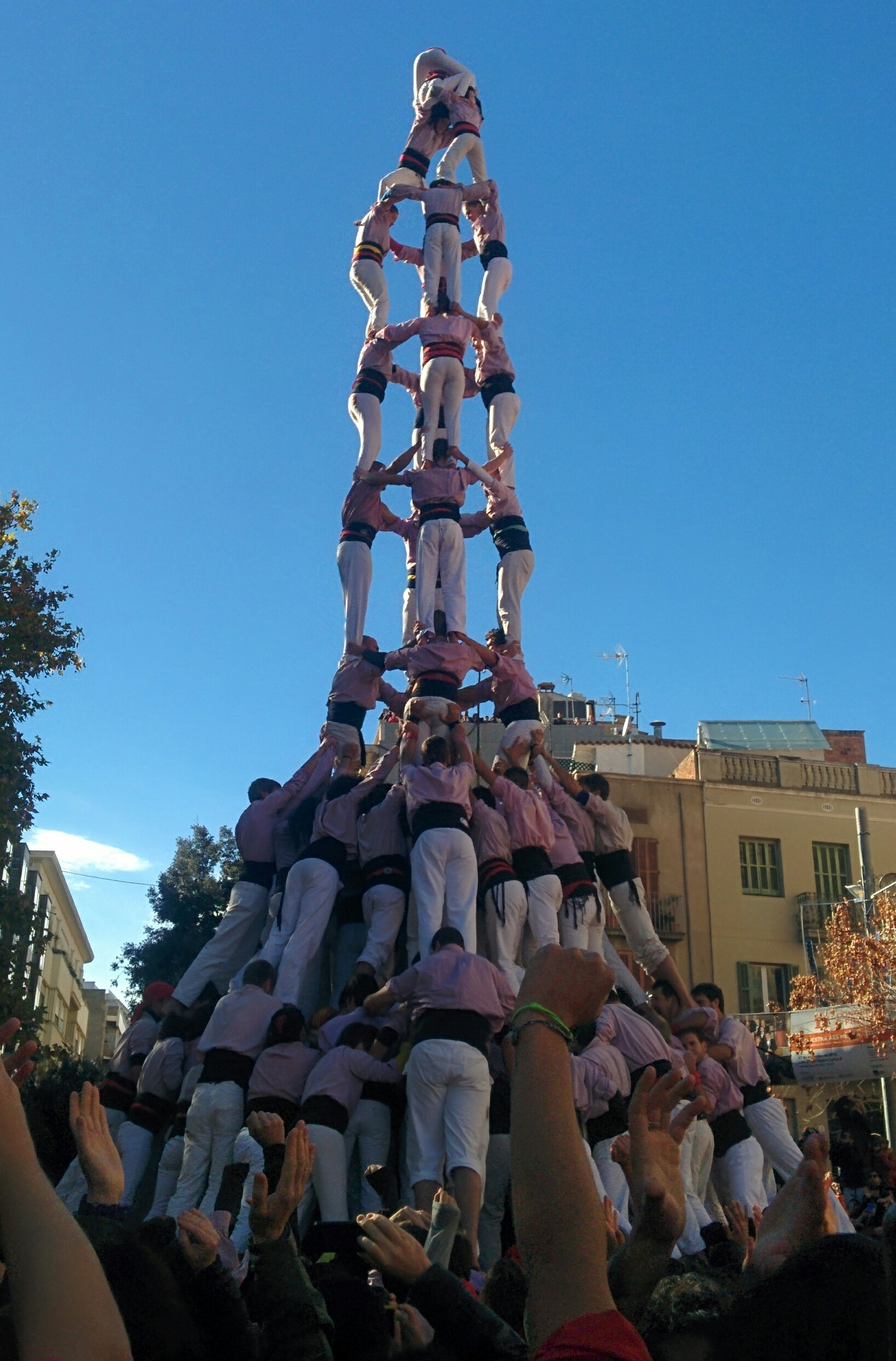
Primer 4 de 10 amb folre i manilles de la història, descarregat pels Minyons de Terrassa el 22 de novembre de 2015 a Terrassa

Les manilles és una part d'alguns castells que reforça el pis de terços i ajuda el pis de quarts.
Actua com una tercera pinya situada sempre sobre del folre que al mateix temps està sobre de la soca. En cas dels castells amb puntals, se situen al pis de sota i els donen suport.
Pot trobar-se en castells de diferents tipus: pilars, dosos o torres, tresos o quatres, però només s'utilitza a partir d'un determinat nombre de pisos en què la construcció assoleix un nivell de dificultat extrema.
Una mateixa estructura es considera molt més difícil d'executar si no s'ajuda d'unes manilles, aquest fet només ha succeït en una ocasió quan els Castellers de Vilafranca van realitzar la torre de nou amb folre, castell que fins aleshores només s'havia pogut realitzar amb manilles.

## Castells amb manilles
Els castells que utilitzen les manilles són els següents:
- Pilar de 8 amb folre i manilles
- Pilar de 9 amb folre, manilles i puntals (només carregat)
- 2 de 9 amb folre i manilles
- 3 de 10 amb folre i manilles
- 4 de 10 amb folre i manilles

## Estadística
La següent taula mostra els resultats de tots els castells amb manilles provats per temporada, des del primer assolit fins a l'actualitat. El total de cada castell indica la suma de castells assolits (descarregats + carregats).
Actualitzat el 10 de novembre del 2015
| Temporada                                                                                                   | 2de9fm | 2de9fm | 2de9fm | 2de9fm | 2de9fm | Pde8fm | Pde8fm | Pde8fm | Pde8fm | Pde8fm | 3de10fm | 3de10fm | 3de10fm | 3de10fm | 3de10fm | Total global |
| Temporada                                                                                                   | D      | C      | I      | ID     | Tot.   | D      | C      | I      | ID     | Tot.   | D       | C       | I       | ID      | Tot.    | Total global |
| --- | ------ | ------ | ------ | ------ | ------ | ------ | ------ | ------ | ------ | ------ | ------- | ------- | ------- | ------- | ------- | ------------ |
| 1993 |        | 1      | 2      |        | 1      |        |        |        |        | 0      |         |         |         |         | 0       | 1            |
| 1994 | 1      | 3      | 6      | 1      | 4      |        |        |        |        | 0      |         |         |         |         | 0       | 4            |
| 1995 | 1      | 0      | 6      | 1      | 1      |        | 2      | 2      |        | 2      |         |         |         |         | 0       | 3            |
| 1996 | 3      | 2      | 2      |        | 5      |        | 1      | 1      |        | 1      |         |         |         |         | 0       | 6            |
| 1997 | 3      | 1      | 1      | 1      | 4      | 1      | 2      |        | 1      | 3      |         |         |         |         | 0       | 7            |
| 1998 | 3      | 1      | 1      |        | 4      | 1      | 3      | 1      |        | 4      | 1       | 1       | 4       | 1       | 2       | 10           |
| 1999 | 9      |        | 2      | 1      | 9      | 5      | 3      | 2      |        | 8      |         |         | 2       |         | 0       | 17           |
| 2000 | 12     | 3      |        |        | 15     | 4      | 2      |        |        | 6      |         | 2       | 5       |         | 2       | 23           |
| 2001 | 8      | 4      | 4      | 1      | 12     | 3      | 2      | 3      |        | 5      |         | 1       | 2       |         | 1       | 18           |
| 2002 | 6      |        | 1      |        | 6      | 3      | 1      | 1      |        | 4      | 1       | 1       | 3       |         | 2       | 12           |
| 2003 | 4      | 1      | 1      | 2      | 5      | 1      | 1      | 1      |        | 2      |         | 1       | 1       |         | 1       | 8            |
| 2004 | 5      | 2      | 1      | 8      |        |        |        |        |        |        |         |         |         |         |         |              |
| 2005 | 7      | 4      | 1      | 12     |        |        |        |        |        |        |         |         |         |         |         |              |
| 2006 | 4      | 3      | 1      | 8      |        |        |        |        |        |        |         |         |         |         |         |              |
| 2007 | 9      | 4      | –      | 13     |        |        |        |        |        |        |         |         |         |         |         |              |
| 2008 | 3      | 8      | –      | 11     |        |        |        |        |        |        |         |         |         |         |         |              |
| 2009 | 8      | 6      | –      | 14     |        |        |        |        |        |        |         |         |         |         |         |              |
| 2010 | 7      | 6      | 1      | 14     |        |        |        |        |        |        |         |         |         |         |         |              |
| 2011 | 10     | 6      | 1      | 17     |        |        |        |        |        |        |         |         |         |         |         |              |
| 2012 | 10     | 3      | –      | 13     |        |        |        |        |        |        |         |         |         |         |         |              |
| 2013 | 6      | 3      | 1      |        | 9      | 8      | 3      | 2      |        | 11     | 2       |         | 2       | 1       | 2       | 22           |
| 2014 | 13     | 5      | 5      | 2      | 18     | 8      | 7      | 2      | 2      | 15     | 1       | 6       | 2       | 1       | 7       | 40           |
| 2015 | 28     | 3      | 1      | 1      | 31     | 17     | 7      |        |        | 24     | 4       | 4       | 4       | 2       | 8       | 63           |
| Total | 142    | 45     | 56     | 14     | 187    | 81     | 46     | 20     | 4      | 127    | 9       | 21      | 38      | 8       | 30      | 344          |
| Font: Base de Dades de la Coordinadora de Colles Castelleres de Catalunya – Colla Jove Xiquets de Tarragona |        |        |        |        |        |        |        |        |        |        |         |         |         |         |         |              |